# Walking on Sunshine
«Walking on Sunshine» (en español: Caminando bajo el sol) es una canción compuesta por Kimberley Rew del grupo Katrina and the Waves y editada en el álbum debut de la banda, Walking on Sunshine, en 1983. La canción original fue luego regrabada y lanzada como sencillo por primera vez en 1985, como el segundo sencillo del disco homónimo de la banda, y rápidamente alcanzó el número Nº 4 de las listas en Australia, el Nº 9 en los Estados Unidos y el Nº 8 en el Reino Unido.
Fue la primera canción de Katrina and the Waves en llegar al Top 40 de Billboard, y su mayor éxito en el Reino Unido hasta "Love Shine a Light" (1997). Fue concebida originalmente como una balada suave, pero la cantante del grupo decidió hacer la versión definitiva cantándola con fuerza. En el video musical de la canción se muestra al grupo actuando en directo en Reino Unido.

## Versiones
- La canción fue cubierta por el Club de Fanes de Jeffries Feelin' Sorry...For All the Hearts We've Broken en 1997.
- En 1993, Clifford, Gonzo the Great y Rizzo the Rat interpretan la canción para su álbum de 1993 Muppet Beach Party.
- En 2005, Aly & AJ interpretan la canción para la película de Disney "Herbie: Fully Loaded".
- En 2007, el grupo de pop Girl Authority interpreta la canción en Road Trip.
- La canción fue grabada también por Dolly Parton en 1996, para su álbum Treasures.
- En 2009, la canción también fue ofrecida en un Mash up con "Halo" (Beyoncé), en el programa de televisión Glee.
- El cantautor argentino Diego Torres grabó una versión de la canción con letra en español en la canción Por la vereda del sol, para su álbum Tratar de estar mejor (1994).
- El Insyderz, una banda cristiana de ska, grabó una versión de Walking on Sunshine en 2001.
- El dúo de hermanas 78violet también ha hecho un cover de esta canción en el año 2009.[cita requerida]
- En 2017 Aitana y Natalia la versionaron en la Gala de Navidad del programa OT.
- En julio de 2024 la banda de metalcore Ice Nine Kills lanzan junto a la banda de ska Reel Big Fish una versión de la canción para el soundtrack de una serie de cómics de American Psycho. [2]

## Apariciones en otros medios
La canción es muy popular en los anuncios publicitarios y los anunciantes suelen pagar de $ 150.000 a $ 200.000 por año para utilizar la canción.
También se ha destacado en varias películas, incluyendo American Psycho (2000), Alta fidelidad (2000), Ask Max (1986), El secreto de mi éxito (1987), Daddy Day Care (2003), Bean (1997), Mira quién habla (1989), Moon (2009), y Into the Wild Green Yonder (2009). Se escuchó en el tráiler de cinco minutos para Bye Bye Love (1995).
También se ha escuchado en programas de televisión como Gilmore Girls, Prison Break, Sports Night, Supernatural (T7.E20) y The Drew Carey Show.
Es la canción favorita del personaje Philip J. Fry en la serie televisiva de animación Futurama.
Apareció como parte de un mash-up con la canción de Beyoncé "Halo" en el episodio de Glee "Vitamina D". 
También se escuchó en la serie de Matthew Perry Mr. Sunshine.
La canción también aparece en los videojuegos Lego Rock Band, Singstar y Band Hero.
Apareció en el film mexicano Rock Marí, dirigida por Chava Cartas, donde es cantada por Mariane Güereña y Ramírez Arcelia. En el re-estreno de 1996, la percusión fue suministrada por los adictos a base de Norfolk de la banda de espacio.
Fue uno de los temas cubiertos por el coro de Halifax, en su campaña publicitaria de 2011. 
Una parodia de la serie de televisión The Big Bang Theory también contó con la canción en 2012.
La concursante de Rachel Crow cantó la canción en el programa The X Factor en 2011. En lugar de "yo estoy caminando en el sol", Rachel cantó "You're my sunshine", y un verso de "I'm walking on sunshine" fue cambiado a "But you gotta go". Esto corresponde exactamente a la versión de la primera canción que se escucha en The X Factor del Reino Unido, donde el concursante Gamu interpretó la canción durante las audiciones de 2010.
También apareció en las películas Ramona and Beezus (2010) y La Fabulosa Aventura de Sharpay (2011).
Últimamente ha sido escuchada en la introducción del videojuego Lego City Undercover.
También da nombre a la comedia romántica de origen inglés del año  2014. Allí se cuenta la historia de una mujer que prepara su boda en Italia sin saber que su hermana y su novio vivieron una historia de amor hace un tiempo atrás. El " raconto" se hace con la ayuda de canciones reconocidas mundialmente acordes a la situación que se relata.
La canción aparece en Los Sims 4 encendiendo un equipo de sonido, siendo una versión líricamente modificada en idioma "Simglish", el idioma de los Sims.